# Азербайджан и ГУАМ
Организация ГУАМ была создана, чтобы участники организации стали ближе к Европейскому Союзу и НАТО с помощью взаимного сотрудничества. Страны ГУАМ были связаны стремлением предотвратить российский экспансионизм в регионе. Азербайджан играет стратегическую роль в Организации за демократию и экономическое развитие. Расширение связей с международными организациями и отдельными странами соответствует интересам Азербайджана. Все страны ГУАМ зависят от импорта нефти и газа из России. Между тем, у Азербайджана есть запасы нефти и газа, экспорт которых идет через Россию. Азербайджан имеет на своей территории нефтепроводы, которые должны быть защищены военными, однако Молдова и Украина не разделяют такой заинтересованности.

## История
Сначала сотрудничество Азербайджана, Грузии, Украины и Молдовы началось в 1996 году в Вене (Австрия), где четыре государства предложили общие цели и инициативы. Во время саммита Совета Европы в 1997 году президенты этих государств заявили о своих интересах в развитии регионального сотрудничества. 24 апреля 1999 года ГУАМ был расширен еще одним государством-членом — Узбекистаном и был переименован в ГУУАМ. Террористическая атака 11 сентября способствовала решению Узбекистана прекратить свое членство в ГУАМ. В 2006 году название было изменено на «Организация за демократию и экономическое развитие».
Гейдар Алиев принял участие в саммите в Вашингтоне в 1999 году и Ялтинских саммитах ГУАМ в 2001 и 2002 годах.
27 марта 2017 года в Киеве состоялась встреча премьер-министров Украины, Грузии и Молдовы и заместителя премьер-министра Азербайджана. Для сравнения, на своем первом совещании в 2008 году группа отошла от антироссийской стратегии и обсудила такие экономические вопросы, как региональное торговое соглашение и транспортный коридор. В ходе встречи Азербайджан призвал ГУАМ усилить внимание к торговле и транспорту. Представитель Азербайджана отметил, что работа транспортного коридора ускорилась как в двустороннем, так и в многостороннем форматах. Азербайджан также заинтересован в возрождении ГУАМ как организации экономического сотрудничества и платформы для разрешения конфликтов, существующих на пространстве ГУАМ. «Прежде всего, необходимо объединить усилия для урегулирования существующих конфликтов в регионе ГУАМ», — заявил в декабре генеральный секретарь ГУАМ и азербайджанский дипломат Алтай Эфендиев. Азербайджан также призвал ГУАМ увеличить внимание к торговле и транспорту.

## Председательство Азербайджана в ГУАМ
Председательство Азербайджана в ГУАМ началось 19 июля 2007 года на Бакинском саммите и продолжалось до Батумского саммита 1 июля 2008 года. Бакинский саммит проходил под девизом «ГУАМ: объединение континентов». Важность долгосрочного развития и преимущества сотрудничества со странами-партнерами нашли отражение в Программе Азербайджанской Республики, и программа послужила основой для деятельности организации в 2007—2008 годах.